# The Vince Staples Show
The Vince Staples Show är en amerikansk satir- och komediserie vars första säsong hade premiär den 15 februari 2024 på strömningstjänsten Netflix. Serien är skapad av Ian Edelman, Vince Staples och Maurice Williams.

## Handling
Rapparen och skådespelaren Vince Staples navigerar vardagslivets utmaningar och överraskningar i sin hemstad Long Beach i Kalifornien.

## Rollista (i urval)
- Vince Staples - sig själv
- Andrea Ellsworth - Deja
- Watts Homie Quan
- Vanessa Bell Calloway - Anita
- Deanna Reed-Foster - Janine
- Tiberius Byrd